# Wyck Rissington
Wyck Rissington est une paroisse civile et un village du Gloucestershire, en Angleterre.